# Ульруччі
Ульруччі (рос. Ульручьи) — залізнична станція у Сковородінському районі Амурської області Російської Федерації. Розташоване на території українського історичного та етнічного краю Зелений Клин.
Входить до складу муніципального утворення Неверська сільрада. Населення становить 165 осіб (2018).

## Історія
З 20 жовтня 1932 року входить до складу новоутвореної Амурської області.
З 1 січня 2006 року органом місцевого самоврядкування є Неверська сільрада.

## Населення
| 2002 | 2010 | 2012 | 2013 | 2014 | 2015 | 2016 |
| ---- | ---- | ---- | ---- | ---- | ---- | ---- |
| 94   | ↗178 | ↘173 | ↘163 | ↘160 | ↗164 | ↘161 |
| 2017 | 2018 |      |      |      |      |      |
| ↗166 | ↘165 |      |      |      |      |      |